# Georges Malfait
Georges Désiré „Géo” Malfait (ur. 9 grudnia 1875 w Roubaix, zm. 7 grudnia 1946 tamże) – francuski lekkoatleta specjalizujący się w biegach sprinterskich, uczestnik igrzysk olimpijskich.
Malfait był wielokrotnym medalistą mistrzostw Francji. Zdobył mistrzostwo kraju na dystansie 100 metrów dwukrotnie w latach 1904-1905 oraz na dystansie 400 metrów w 1905 roku. Ponadto zdobył wicemistrzostwo kraju na dystansie 400 metrów w latach 1903-1904 i 1908-1909 oraz brązowy medal na 200 metrów w 1908 roku.
W 1906 Malfait wziął udział w zawodach lekkoatletycznych na Olimpiadzie Letniej – multidyscyplinarnych zawodach zorganizowanych w Atenach z okazji dziesięciolecia Nowożytnych igrzysk olimpijskich. Zarówno na dystansie 100 jak i 400 metrów występ Francuza zakończył się na fazie eliminacyjnej.
W 1908 roku Malfait reprezentował Francję na letnich igrzyskach olimpijskich w Londynie, startując w trzech konkurencjach. Na dystansie 100 metrów jego występ zakończył się na fazie eliminacyjnej, zaś na dystansach 200  i 400 metrów – w fazie półfinałowej.
Cztery lata później, podczas V Letnich Igrzysk Olimpijskich w Sztokholm]ie, Francuz wziął udział w dwóch Konkurencjach. Na dystansie 200 metrów odpadł w fazie eliminacyjnej, podobnie jak w biegu na 400 metrów.
Reprezentował barwy klubu RC Roubaix.
Rekordy życiowe:
- bieg na 100 metrów – 10,6 (1905)
- bieg na 200 metrów – 22,6 (1908)
- bieg na 400 metrów – 50,0 (1908)